# Synema berlandi
Synema berlandi là một loài nhện trong họ Thomisidae.
Loài này thuộc chi Synema. Synema berlandi được Roger de Lessert miêu tả năm 1919.